# Therese Damsgaard
Therese Damsgaard (* 7. Januar 1979) ist eine dänische Schauspielerin.

## Leben
Therese Damsgaard studierte von 2007 bis 2011 an der Syddansk Musikkonservatorium & Skuespillerskole (Hochschule für Musik und darstellende Kunst) in Odense. 
Damsgaard hatte Rollen in Fernsehserien wie beispielsweise Anna Pihl – Auf Streife in Kopenhagen, Protectors – Auf Leben und Tod oder Bedrag. Im Horror-Thriller What We Become (2015) spielte sie die Rolle der Anna. In der Komödie Swinger (2016) verkörperte sie die Rolle der Ingeborg. In der Komödie Klassefesten 3: Dåben (2016) agierte sie in der Rolle der Maria.

## Filmografie (Auswahl)
- 2002: Jean de France (Fernsehfilm)
- 2003: Forsvar (Fernsehserie, eine Folge)
- 2004: Min søsters børn i Ægypten
- 2007: Anna Pihl – Auf Streife in Kopenhagen (Anna Pihl, Fernsehserie, eine Folge)
- 2007: De unge år: Erik Nietzsche sagaen del 1
- 2010: Protectors – Auf Leben und Tod (Livvagterne, Fernsehserie, 2 Folgen)
- 2013: Sjit Happens (Fernsehserie, eine Folge)
- 2014: Tantalus (Kurzfilm)
- 2014: Det Mand Ikke Taler Om (Kurzfilm)
- 2014: Bitter Pill (Kurzfilm)
- 2015: What We Become (Sorgenfri)
- 2016: Swinger